# Túnel de Whitrope
El túnel de Whitrope (en inglés: Clyde Tunnel) es un túnel ferroviario en desuso localizado en Escocia, situado a 19 km al sur de Hawick en la Ruta de Waverley, muy cerca de Whitrope. Cuenta con una longitud de 1.105 m. 
Es el cuarto túnel más largo en Escocia. Está situado en el tramo de Hawick a Carlisle de la antigua línea, que abrió sus puertas en la década de 1860 gestionado por el Ferrocarril North British. El túnel fue cerrado en 1969 (al igual que la propia ruta de Waverley) por el British Rail. 
La Asociación Ruta Patrimonial de Waverley se ha creado con el objetivo de restaurar el túnel a sus antiguas normas y uso. El túnel es un elemento protegido de categoría B, y es un punto clave de la antigua ruta.